# Ga Yangchon (Gimpo)
Ga Yangchon (D-one City) (Tiếng Hàn: 양촌역(다원시티), Hanja: 陽村驛) là ga tàu điện ngầm của Tuyến Gimpo Goldline nằm ở Yuhyeon-ri, Yangchon-eup, Gimpo-si, Gyeonggi-do. Một số chuyến tàu bắt đầu và kết thúc tại nhà ga này và depot nằm bên cạnh. Khoảng cách giữa các chuyến là 20 phút, khá dài. Nhà ga này là phần mặt đất duy nhất.
Do vấn đề tắc nghẽn nghiêm trọng trên Gimpo Metro, nhà ga tạm thời đóng cửa từ 7:00 sáng đến 9:00 sáng trong giờ cao điểm các ngày trong tuần. Trong trường hợp này, bạn phải sử dụng xe buýt đưa đón chạy cứ sau 5 phút.

## Lịch sử
- 20 tháng 6 năm 2016 : Tên ga được xác nhận là Ga Yangchon[1]
- 28 tháng 9 năm 2019: Bắt đầu hoạt động với việc khai trương đoạn Yangchon ~ Sân bay Quốc tế Gimpo của Tuyến Gimpo Goldline

## Bố trí ga
| Bắt đầu·Kết thúc |
| \| N/B           |
| ↓ Gurae          |

| Hướng Bắc | ● Tuyến Gimpo Goldline | Kết thúc tại ga này              |
| Hướng Nam | ● Tuyến Gimpo Goldline | Hướng đi Sân bay Quốc tế Gimpo → |

## Thư viện

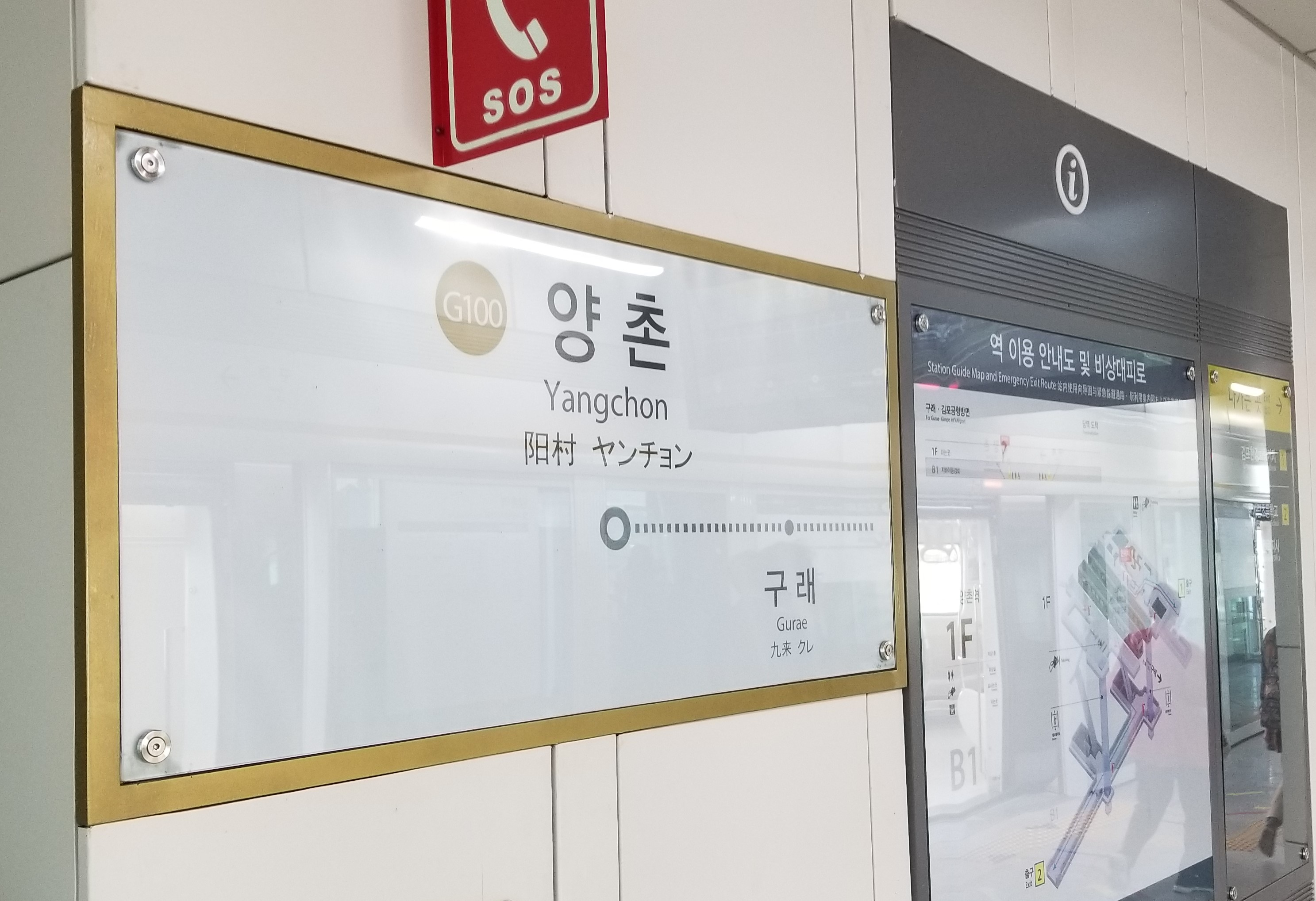
Bảng tên ga
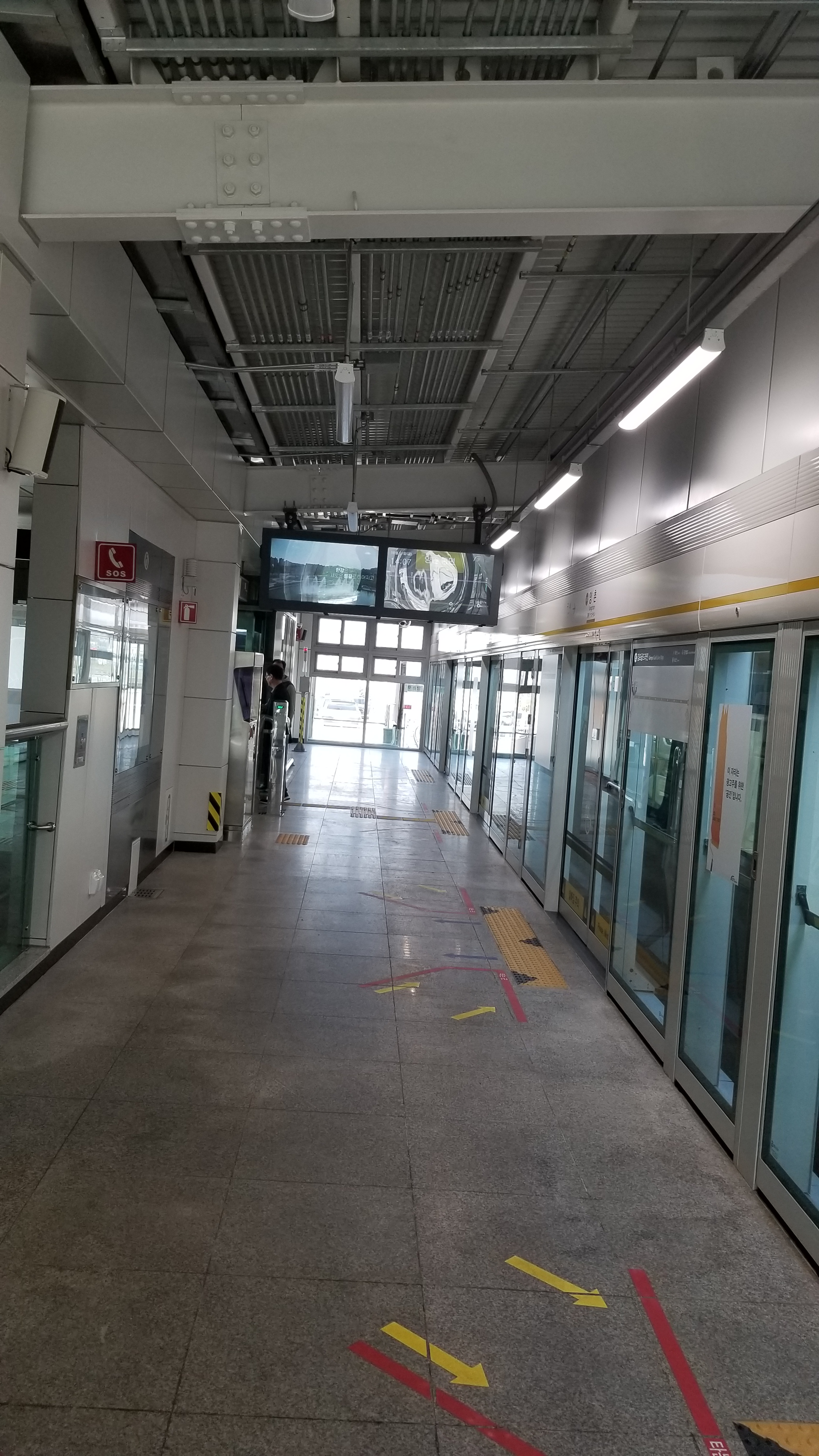
Sân ga